# Ålön, Österåkers kommun

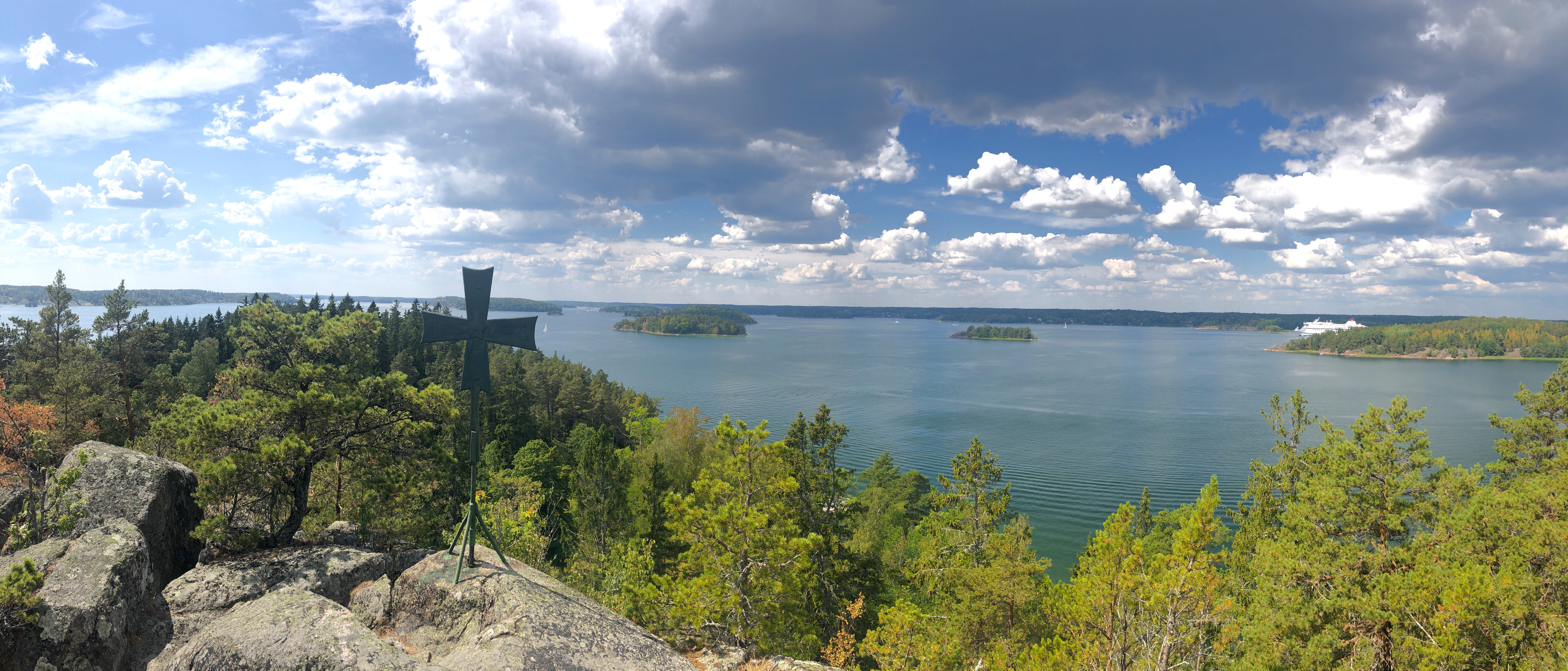
Utsikt från Storberget på Ålön

Ålön är en ö i Stockholm skärgård som ligger väster om Ljusterö i Österåkers kommun.

## Historia
Ön har varit bebodd sedan åtminstone mitten av 1500-talet och hette först ”Ålholmen”. År 1719 härjade ryssarna i skärgården och enligt skrifterna "brändes Åhlö torp". I början av 1730-talet anlades Wermdö Skeppslags största tegelbruk på Ålön. Under en tid sysselsatte bruket 22 man.
Den första flygrelaterade olyckan med dödlig utgång i Sverige ägde rum vid Ålön 29 maj 1890, där varietéartisten Victor Rolla avled när han skulle utföra sin tredje fallskärmshoppning från en ballong.
1994 förvärvades Ålön av bröderna Bagge.

## Kommunikationer
Ålön trafikeras idag med Waxholmsbåtar under sommarhalvåret. Ångbåtsbryggans position: 59°31′0.8″N 18°32′41″Ö / 59.516889°N 18.54472°Ö